# Hôtel de ville de Passau

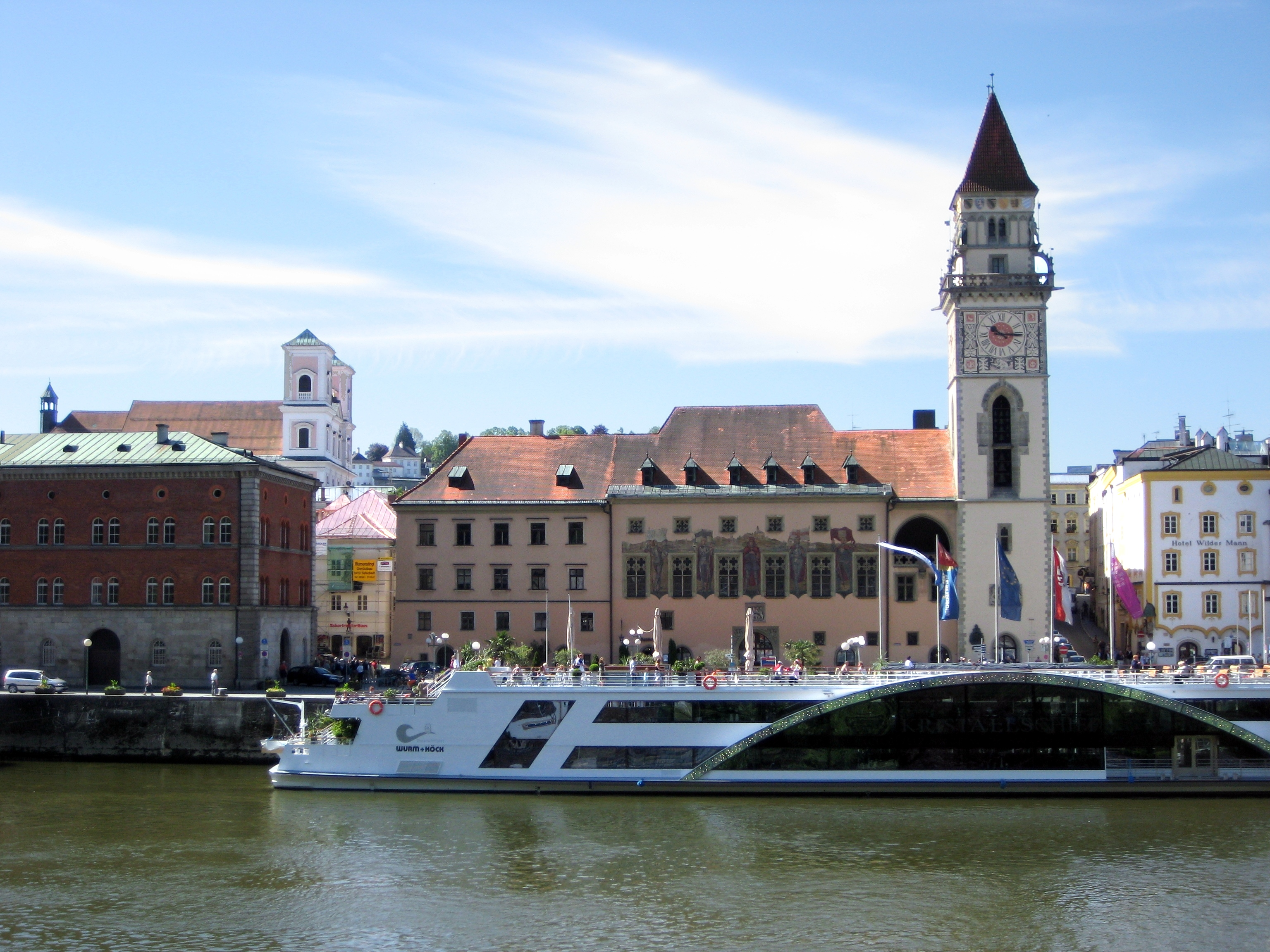
Vue de l'autre côté du Danube jusqu'à l'Ancien hôtel de ville et à l'Ancien bureau de douane principal (à gauche)

L'hôtel de ville de Passau est situé dans la vieille ville de Passau sur la Rathausplatz, près des rives du Danube, en Allemagne. Le complexe de la mairie de Passau se compose de trois bâtiments sur la place de la mairie : l'ancienne mairie, la nouvelle mairie et l'ancien bureau principal des douanes de la mairie .

## Ancien hôtel de ville
Les débuts de l'ancien hôtel de ville remontent à l'année 1298, lorsque les citoyens ont remporté l'hôtel de ville lors d'un soulèvement contre le prince-évêque. Le bâtiment du hall, construit dans le style vénitien, date de 1405. Les fresques originales de la façade de 1446 par Ruprecht Fueterer et Rueland Frueauf l'Ancien ont été remplacées en 1922 par Joseph Hengge de Kempten (Allgäu) avec des peintures murales modernes représentant l'empereur Louis le Bavarois et quatre porte-drapeaux de Saxe, Trèves, Cologne et du duché de Bavière. Dans la cour intérieure se trouve le Liendlbrunnen de 1555, qui se trouvait autrefois sur la Residenzplatz. Le complexe actuel de la mairie a été composé de huit bâtiments au fil des ans. Au sud, l'hôtel de ville est fermé par l'ancien palais de Kuenberburg, construit par Bartholomäus Opstal en 1680-1682 et doté de plafonds en stuc de Paolo d'Allio à l'intérieur.

### Tour de la mairie

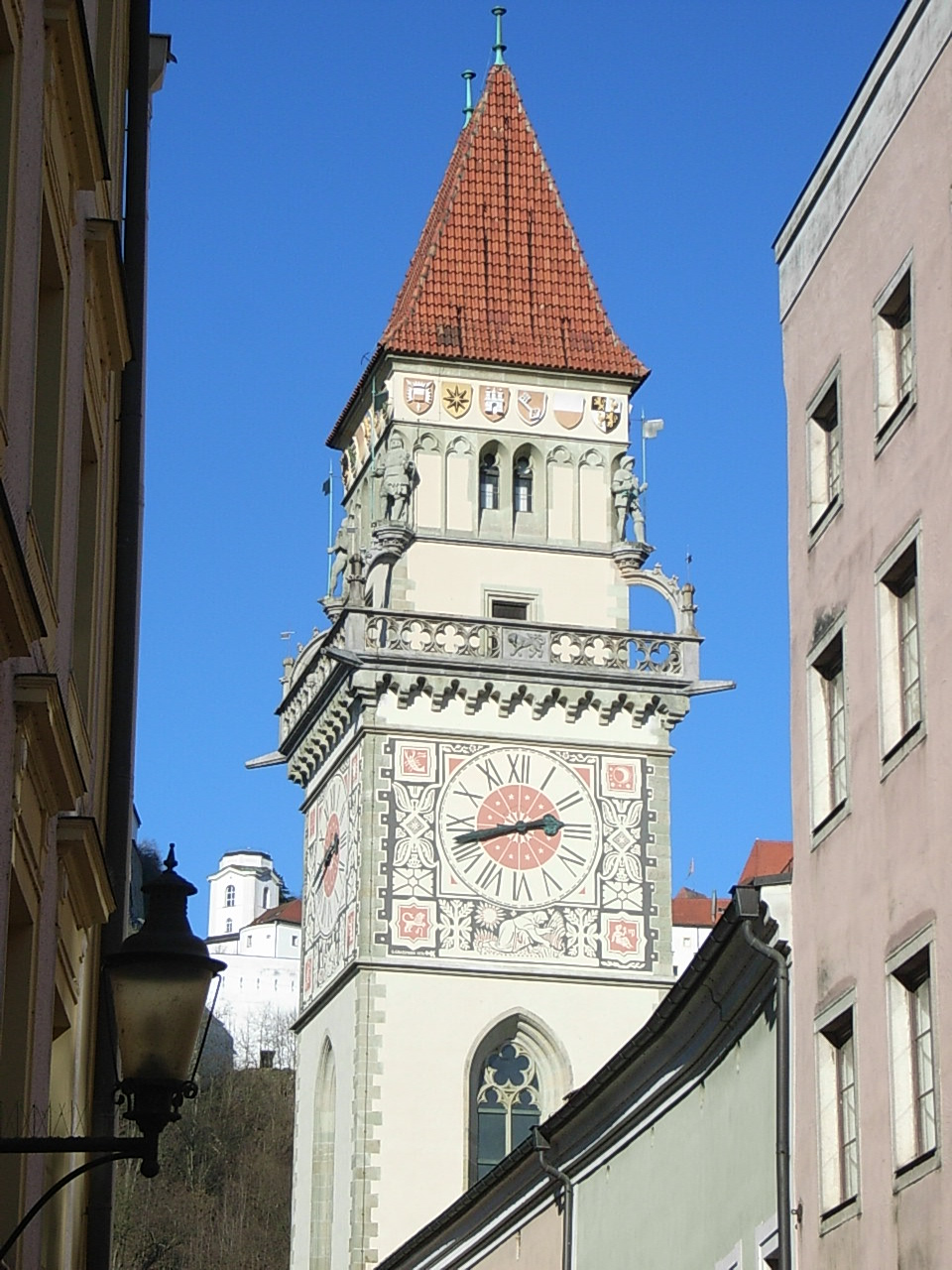
La tour de la mairie

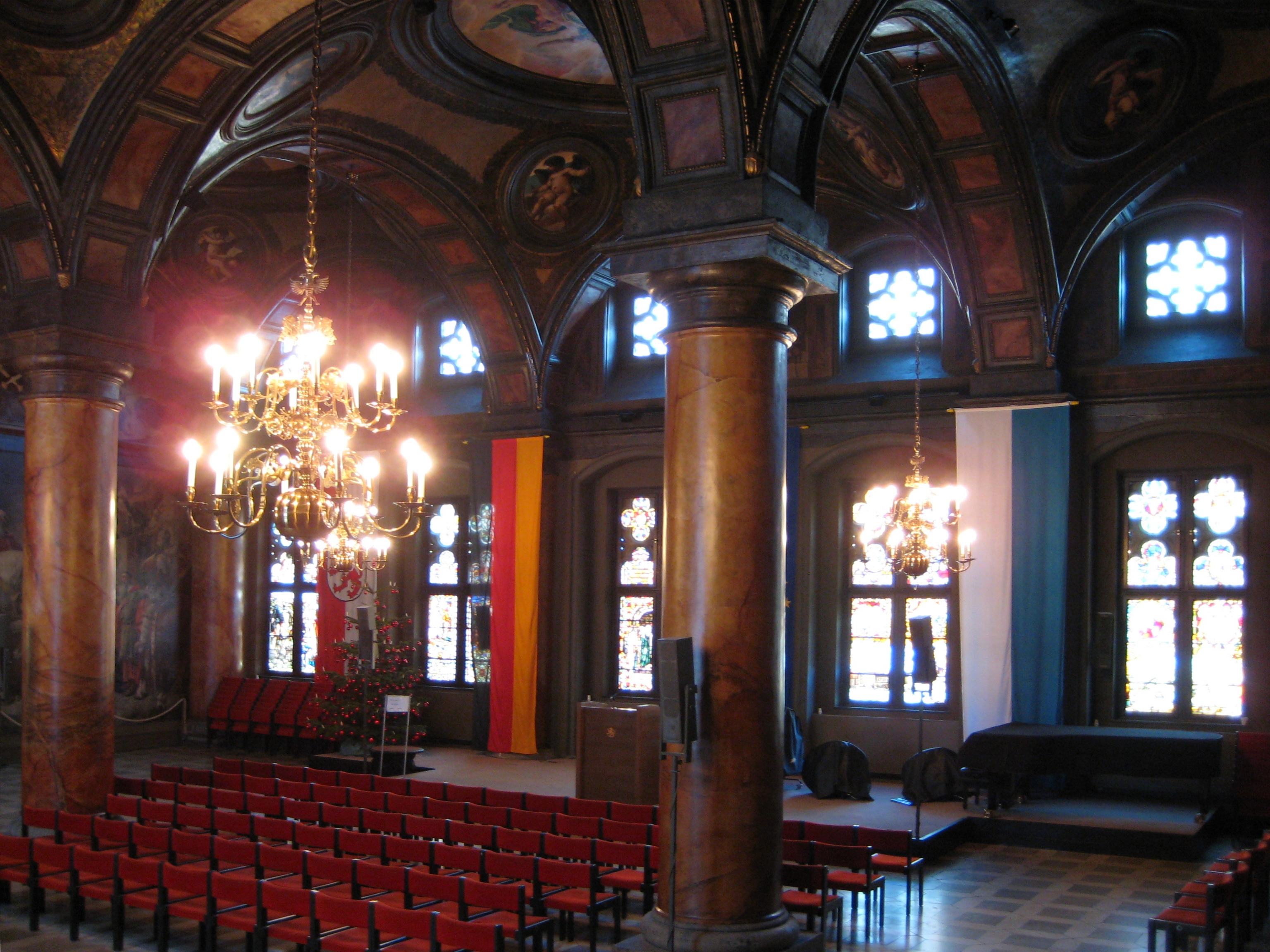
Grande salle de la mairie

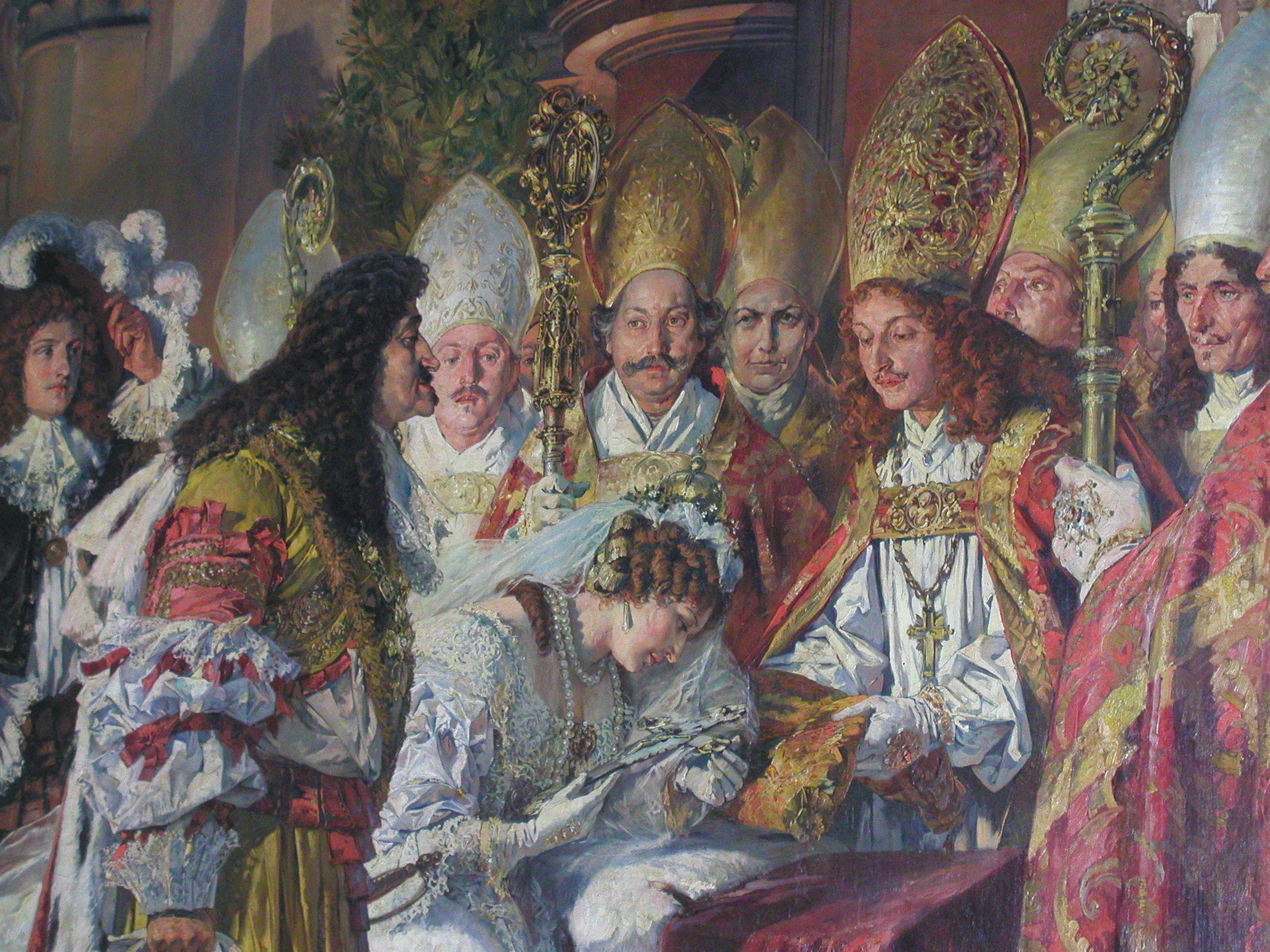
Mariage de l'empereur Léopold Ier avec Eleonore von Pfalz-Neuburg

La tour de 38 mètres de haut a été ajoutée de 1889 à 1892 par Heinrich Freiherr von Schmidt en remplacement de la tour précédente qui a été démolie en 1811. À l'origine, la tour avait une tourelle de toit, qui a été démolie en 1938 car elle était délabrée. Après deux inondations dévastatrices à la fin du XIXe siècle, on a commencé à attacher les lignes des hautes eaux correspondantes à la tour de la mairie. En 1991, un carillon automatique avec 23 cloches a été installé dans la tour, qui depuis 2007 peut également être joué comme un carillon.

### Les mairies
Les mairies sont accessibles par un escalier gothique de 1446. Les salles ont été conçues par Carlo Lurago et Giovanni Battista Carlone après l'incendie de la ville. Les peintures colossales du "Grand Hôtel de Ville", qui montrent l'entrée de Kriemhild dans la ville de Passau et le mariage de l'empereur Léopold Ier en 1676, ainsi que le reste de la peinture dans les deux salles, ont été créés par le peintre d'histoire Ferdinand Wagner de 1887 à 1893. Le « Grand Hôtel de Ville » sert avant tout de cadre représentatif pour les événements. Le « Petit Hôtel de Ville » est utilisé par le bureau d'état civil pour les mariages et la mairie comme salle de réunion.

## Nouvel hôtel de ville et ancien bureau de douane principal

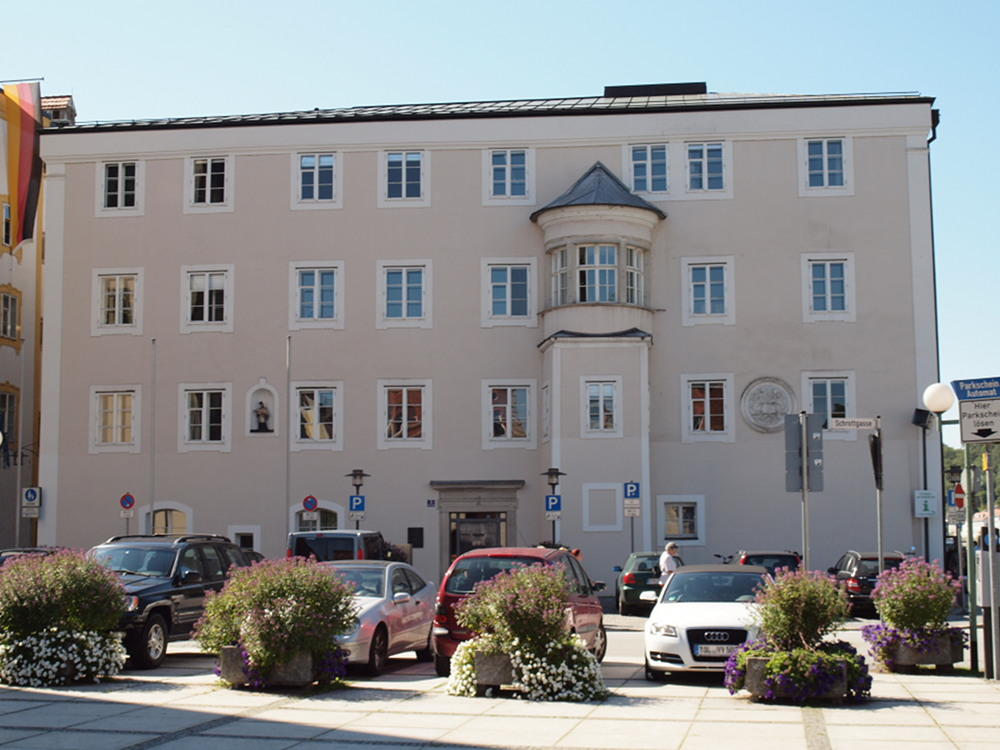
Façade du Nouvel Hôtel de Ville

L'ancien hôtel de ville est flanqué sur Rathausplatz à l'ouest par le nouvel hôtel de ville et à l'est par l'ancien bureau principal des douanes. Dans ces parties de la mairie, il y a principalement des bureaux de l'administration municipale. Le nouvel hôtel de ville était à l'origine le siège d'une brasserie. Une pierre taillée sur la façade en témoigne encore aujourd'hui. Les salles d'information touristique sont situées dans l'ancienne mairie. L'ancien bureau de douane principal a été construit entre 1848 et 1851 à la place de l'ancienne salle de danse, qui était le siège du bureau de douane depuis 1806. L'ancien bureau de douane principal a été acquis du gouvernement fédéral en 2007 par la ville de Passau après la dissolution du bureau de douane principal de Passau en 2004.

## Liens web
Ancien hôtel de ville de Passau - consulté le 13. Mai 2021